# Me and Armini
Me and Armini es el quinto álbum de estudio de la cantante y compositora islandesa Emilíana Torrini. El álbum fue lanzado el 8 de septiembre de 2008, como fue confirmado anteriormente en la página de MySpace de esta artista. 

## Lista de temas
1. Fireheads
2. Me And Armini
3. Birds
4. Heard It All Before
5. Ha Ha
6. Big Jumps
7. Jungle Drum
8. Hold Heart
9. Gun
10. Beggars Prayer
11. Dead Duck
12. Bleeder

## Fechas de lanzamiento
| Región          | Fecha                   |
| --------------- | ----------------------- |
| A nivel mundial | 8 de septiembre de 2008 |
| Estados Unidos  | 9 de septiembre de 2008 |